# Claude François Vuillecard
Claude François Vuillecard est un homme politique français, qui fut maire de Besançon de 1888 à 1898.

## Biographie
Claude François Vuillecard est avoué, et succède à Nicolas Bruand qui décède avant la fin de son mandat en 1888. Il est radical modéré, et franc-maçon,. Il incita fortement le comte Hilaire de Chardonnet, inventeur de la soie artificielle, à industrialiser cette production et en faire bénéficier la ville ; c'est dans ce cadre qu'émergea le site de la Rodia. C'est aussi sous son égide que la rue Saint-Vincent est rebaptisée en l'honneur de Laurent Mégevand. Vuillecard s'est présenté aux sénatoriales de 1895 face à Alfred Nicolas Rambaud, mais est sèchement battu. Il fut conseiller général du canton de Besançon-Sud entre 1895 et 1901, et démissionna de son poste d'édile en 1898.